# Choczewo (gemeente)
De gemeente Choczewo is een landgemeente in het Poolse woiwodschap Pommeren, in powiat Wejherowski.
De gemeente bestaat uit 14 administratieve plaatsen solectwo: Borkowo, Choczewko, Choczewo, Ciekocino, Gościęcino, Jackowo, Kierzkowo, Kopalino, Łętowo, Sasino, Słajkowo, Słajszewo, Starbienino, Zwartówko
De zetel van de gemeente is in Choczewo.
Op 30 juni 2004 telde de gemeente 5551 inwoners.

## Oppervlakte gegevens
In 2002 bedroeg de totale oppervlakte van gemeente Choczewo 183,23 km², waarvan:
- agrarisch gebied: 49%
- bossen: 42%

De gemeente beslaat 14,29% van de totale oppervlakte van de powiat.

## Demografie
Stand op 30 juni 2004:
| Omschrijving                   | Totaal | Totaal | Vrouwen | Vrouwen | Mannen | Mannen |
| ------------------------------ | ------ | ------ | ------- | ------- | ------ | ------ |
| eenheid                        | aantal | %      | aantal  | %       | aantal | %      |
| inwoners                       | 5551   | 100    | 2682    | 48,3    | 2869   | 51,7   |
| bevolkingsdichtheid (inw./km²) | 30,3   | 30,3   | 14,6    | 14,6    | 15,7   | 15,7   |

In 2002 bedroeg het gemiddelde inkomen per inwoner 1617,92 zł.

## Aangrenzende gemeenten
Gniewino, Łeba, Łęczyce, Krokowa, Nowa Wieś Lęborska (gemeente). De gemeente grenst aan de Oostzee.